# Phronia kurilensis
Phronia kurilensis är en tvåvingeart som beskrevs av Zaitzev 1997. Phronia kurilensis ingår i släktet Phronia och familjen svampmyggor. Inga underarter finns listade i Catalogue of Life.